# Monopolio bilaterale
Il monopolio bilaterale è una forma di mercato in cui due operatori un monopolista e un monopsonista si fronteggiano. Ognuno dei due sa di poter influire sull'altro e di dover a sua volte subire l'influsso della decisione delle controparte. Tutto è affidato alla strategia adottata dai due contendenti. Su questa struttura si sono sviluppate diverse teorie dei giochi. 
Il mercato del lavoro, con le contrattazioni centrali tra rappresentanti dei sindacati e dall'altra degli industriali, rappresenta un esempio di ‘'monopolio bilaterale‘'.
Il monopolio bilaterale rappresenta un limite teorico ipotizzato nella teoria dei giochi al fine di analizzare e normare il comportamento degli operatori